# 石田政吾
石田 政吾（いしだ せいご、1970年10月30日 - ）は、石川県石川郡野々市町（現・野々市市）出身の競艇選手。
登録番号3635。身長165cm。血液型B型。72期。福井支部所属。支部を代表する選手の一人である。
オープニングセレモニーでの意気込み、優出インタビューの際の決まり文句は「頑張ります」と一言だけ発する事が多い。

## 来歴
石川工業高等専門学校出身。72期生として1993年5月デビュー。同期には、藤生雄人・淺田千亜希などがいる。
2000年7月、常滑競艇場のG1周年記念で記念初優勝。
2001年7月、尼崎競艇場で行われたオーシャンカップでSG初優勝(二号艇、3コース、ST11、差し)。
2010年は優勝ラッシュとなった。5月13日徳山キリンフリーカップ・6月6日常滑中日カップ・7月19日多摩川サントリーカップの企業杯で優勝し、さらに9月1日芦屋アサヒビールカップで藤丸光一らを抑えて優勝。これは2001年に星野政彦が記録した年間3勝を更新する、史上初の企業杯年間4勝であった。そのおよそ1カ月後の9月30日には、6年前の優勝戦で出遅れ返還となった住之江高松宮記念で8年ぶり4個目のG1を獲得。さらに11月1日の常滑57周年でも優勝、これで一般開催を含め2010年の優勝回数を12回とした。これは1977年に彦坂郁雄が達成して以来である。

## スタート展示に関する規定違反
2004年10月17日、住之江競艇場で行われた高松宮記念特別競走優勝戦で、6号艇で登場した石田はスタート展示で6コース進入となったが、本番レースでは前付けして1コースに入ってしまい、当時のスタート展示の規定違反により出遅れ扱いの返還欠場となった。12秒針が回転する直前に返還欠場コールが行われ、進入開始前に離脱するという大変珍しいシーンとなった。また当レースではフライング艇が3艇発生するなどの波乱にも見舞われた。
この一件以降、2007年8月まで住之江競艇場から石田に対しての斡旋が無かった。なお2008年5月1日以降、このスタート展示の規定は廃止されている。

## SG競走優勝歴
- 2001年 第6回オーシャンカップ 尼崎競艇場

## GI競走優勝歴
- 2000年 常滑47周年・マーメイドカップ 常滑競艇場
- 2000年 モーターボート大賞 三国競艇場
- 2002年 ダイヤモンドカップ びわこ競艇場
- 2010年 第38回高松宮記念特別競走 住之江競艇場
- 2010年 常滑57周年・マーメイドカップ 常滑競艇場